# Lanfia Camara
Lanfia Camara (ur. 3 października 1986 w Konakry) – piłkarz gwinejski grający na pozycji lewego obrońcy.

## Kariera klubowa
Camara od 2017 roku jest piłkarzem belgijskiego klubu FC Ganshoren. Wcześniej występował w innych belgijskich klubach: FC Ganshoren (2004-2009), Tempo Overijse (2009-2010), White Star Woluwé (2010-2013), RWDM FC (2013-2014), KRC Mechelen (2014-2015), K. Patro Eisden Maasmechelen (2015-2016) i KSV Temse (2016-2017).

## Kariera reprezentacyjna
W 2012 roku Camara został powołany do reprezentacji Gwinei na Puchar Narodów Afryki 2012.